# Zdolbuniv
Zdolbuniv (în ucraineană Здолбунів, în poloneză Zdołbunów) este orașul raional de reședință al raionului Zdolbuniv din regiunea Rivne, Ucraina. În afara localității principale, nu cuprinde și alte sate.

## Demografie
Componența lingvistică a orașului Zdolbuniv
     Ucraineană (94,5%)
     Rusă (5,05%)
     Alte limbi (0,34%)
Conform recensământului din 2001, majoritatea populației orașului Zdolbuniv era vorbitoare de ucraineană (94,5%), existând în minoritate și vorbitori de rusă (5,05%).

## Istoric
Marele Ducat al Lituaniei 1497–1569

 Uniunea statală polono-lituaniană 1569–1793

 Imperiul Rus 1793–1917

 Republica Polonă 1919–1939

 Uniunea Sovietică (ocupația) 1939–1941

 Imperiul German (ocupația) 1941–1944

 Uniunea Sovietică (ocupația) 1944–1945

 Uniunea Sovietică 1945–1991

 Ucraina 1991–prezent 

## Personalități născute aici
- Stanisław Fijałkowski (1922 - 2020), pictor.